# Antoni Nieborak
Antoni Nieborak (ur. 11 stycznia 1882 w Dubinku, zm. 25 listopada 1939 w Chojnicach) – major piechoty Wojska Polskiego. Kawaler Orderu Virtuti Militari.

## Przebieg służby
Antoni Nieborak urodził się 11 stycznia 1882 roku. Był synem Leona i Franciszki. 5 maja 1919 roku został oficjalnie przyjęty do Sił Zbrojnych Polskich w byłym zaborze pruskim, jako oficer byłej armii niemieckiej z zatwierdzeniem posiadanego stopnia podporucznika i jednocześnie mianowany porucznikiem ze starszeństwem z dniem 1 października 1918 roku. Służbę w Armii Wielkopolskiej liczono mu od 1 stycznia 1919 roku.
16 marca 1919 roku rozpoczął formowanie 2 pułku strzelców wielkopolskich, później przemianowanego na 56 pułk piechoty wielkopolskiej. 1 maja tego roku obowiązki dowódcy pułku przekazał kapitanowi Zygmuntowi Łęgowskiemu, a sam objął obowiązki dowódcy batalionu zapasowego pułku.
4 października 1919 roku został wyznaczony czasowo dowódcą 1 pułku Obrony Krajowej, który formował się w Pniewach. 1 stycznia 1920 roku dowodzony przez niego oddział został przemianowany na 2 pułk rezerwowy, a 26 stycznia 1920 roku na 159 pułk strzelców wielkopolskich. W lipcu 1920 roku z powodu poniesiony strat pułk został czasowo rozwiązany. 20 lipca 1920 roku został dowódcą I batalionu 66 Kaszubskiego pułku piechoty, który po zakończeniu działań wojennych stacjonował w Chojnicach. 3 maja 1922 roku został zweryfikowany w stopniu majora ze starszeństwem z dniem 1 czerwca 1919 roku i 424. lokatą w korpusie oficerów piechoty, a jego oddziałem macierzystym był wówczas 74 pułk piechoty. Z dniem 28 lutego 1926 roku został przeniesiony w stan spoczynku. W 1934 roku pozostawał w ewidencji Powiatowej Komendy Uzupełnień Starogard. Posiadał przydział do Oficerskiej Kadry Okręgowej Nr VIII. Był wówczas przewidziany do dyspozycji dowódcy Okręgu Korpusu Nr VIII.
W 1937 był wiceprezesem Stronnictwa Narodowego na powiat chojnicki.
W październiku 1939 został aresztowany przez Niemców i osadzony w więzieniu w Chojnicach. 25 listopada 1939 został zamordowany w egzekucji w chojnickiej „Dolinie Śmierci”

## Ordery i odznaczenia
- Krzyż Srebrny Orderu Wojskowego Virtuti Militari nr 4765 – 3 lutego 1922 roku[11]
- Krzyż Niepodległości – 20 lipca 1932 roku „za pracę w dziele odzyskania niepodległości”[12]
- Krzyż Walecznych – dwukrotnie (po raz pierwszy w 1921 roku[13])